# 阿部涉
阿部涉（1967年10月7日—），日本NHK新聞主播，出生於岩手縣奥州市；畢業於早稻田大學。1990年到任NHK，與武田真一、森本健成、坂本朋彥等人為同期到任。

## 現在擔任節目
- 《早安日本》（NHKニュースおはよう日本）

## 播報及主持節目經歷
- 《利家與松》（利家とまつ〜加賀百万石物語〜）旁白
- 《NHK歌謡演奏會》（NHK歌謡コンサート）
- 《元氣日本列島》（お元気ですか日本列島）
- 《NHK紅白歌合戰》（NHK紅白歌合戦）主持
- 《NHK7點新聞》（NHKニュース7）

## 外部連結
- http://cgi4.nhk.or.jp/a-room/search/detail.cgi?id=21 （页面存档备份，存于）

| 前任： 畠山智之 2000年3月27日─2006年4月2日 | 《NHK7點新聞》主播 2006年4月3日—2008年3月30日 | 繼任： 武田真一 2008年3月31日—現任 |